# Heinrich von Kogerer
Heinrich Joseph Theodor von Kogerer (* 18. Mai 1887 in Grinzing; † 20. August 1958 in Wien) war ein österreichischer Psychiater und Neurologe.

## Leben
Heinrich von Kogerer absolvierte ein Medizinstudium an der Universität Wien, wo er 1910 zum Dr. med. promoviert wurde. Anschließend war er beim Österreichischen Lloyd als Schiffsarzt beschäftigt. Von 1911 bis 1917 war er an der Wiener Krankenanstalt Rudolfstiftung als Prosektor tätig. In der Wiener Psychiatrisch-Neurologischen Universitätsklinik war er ab 1918 als Assistent tätig als Mitarbeiter und Schüler von Julius Wagner-Jauregg. Er übernahm die Leitung des 1922 gegründeten und der Psychiatrisch-Neurologischen Universitätsklinik angegliederten psychotherapeutischen Ambulatoriums. Er habilitierte sich 1927 in Wien für Psychiatrie und Neurologie. Ab 1931 leitete er die neurologische Abteilung am Kaiserin-Elisabeth-Spital.
Im Zuge des Anschlusses von Österreich arbeitete er noch ab März 1938 in dem von Matthias Heinrich Göring geleiteten Deutschen Institut für psychologische Forschung und Psychotherapie mit und wurde im gleichen Jahr zudem mit der Leitung eines psychoanalytischen Arbeitskreises in Wien beauftragt. Kogerer, der 1934 ein Werk zur Psychotherapie für Studierende und Ärzte verfasst hatte, stellte 1938 fest, dass „[…] nunmehr endlich das ausgesprochen werden kann, was dem Kundigen längst bekannt war: nämlich, dass die Psychoanalyse Freuds spezifisch jüdische Psychologie ist und nur teilweise Geltung hat.“
Er wurde 1939 in Wien zum außerplanmäßigen Professor berufen. Am 24. Mai 1938 beantragte er die Aufnahme in die NSDAP und wurde rückwirkend zum 1. Mai desselben Jahres aufgenommen, Kogerer wurde jedoch wegen seiner als Halbjüdin geltenden Ehefrau bald darauf wieder aus der Partei ausgeschlossen. Infolge eines „Gnadenerweises des Führers“ wurde er zum 1. Januar 1942 wieder in die Partei aufgenommen (Mitgliedsnummer 9.582.085).
Während des Zweiten Weltkrieges war er von 1940 bis Kriegsende 1945 als beratender Militärpsychiater bei der Wehrmacht eingesetzt (Reservelazarettgruppe A (1942), Heeresgruppe Nord-Ukraine (September 1944), zuletzt Heeresgruppe A). Zuletzt bekleidete er den Rang eines Oberfeldarztes, den er im Januar 1945 erreichte.
Nach Kriegsende ließ er sich als Nervenarzt in Wien nieder.